# Ohio zászlaja
Ohio zászlaja a nemzeti színeket viseli. A fehér kör az Ohio név kezdőbetűje. A tizenhét csillag azt jelzi, hogy Ohio tizenhetedikként lépett az Unió tagjainak sorába.
A fehérszegélyű vörös kör az amerikai vadgesztenyét idézi (Aesculus glabra), ami az állam jelképe (beceneve: the Buckeye State, azaz a Vadgesztenye-állam). A zászló alakja a hegyekre utal. A sávok Ohio állam útjait és vízi útjait jelképezik.